# جوجو ماساشیگه
جُوجُو ماساشیگه (به ژاپنی: 上条 政繁 Jōjō Masashige); ۱۵۴۵ – ۲۵ سپتامبر ۱۶۴۳ سامورایی اهل ژاپن در دوره سنگوکو بود که به خاندان اوئه‌سوگی خدمت می‌کرد. بعدها به خدمت توکوگاوا ایه‌یاسو در نبرد سکیگاهارا درآمد.